# Lenka Reinerová

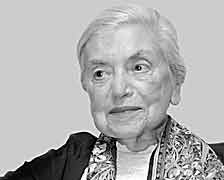
Lenka Reinerová (2003)

Lenka Reinerová (geboren am 17. Mai 1916 in Prag, Österreich-Ungarn; gestorben am 27. Juni 2008 ebenda) war eine deutsch- und tschechischsprachige Schriftstellerin und Journalistin. Reinerová war die letzte Vertreterin der deutschsprachigen Literatur in Prag.

## Leben
Lenka Reinerová wuchs in einer mehrsprachigen jüdischen Familie als Tochter eines tschechischen Eisenwarenhändlers und einer Deutschböhmin auf. Ihr Vater wurde bei der deutschen Besetzung der Tschechoslowakei deportiert, ihre Mutter kam im Ghetto Theresienstadt um, ihre Schwester war Widerstandskämpferin und wurde von der Gestapo ermordet.
Reinerová heiratete 1935 den KSČ-Funktionär Karl Rotter. Sie arbeitete nach 1933 als Journalistin unter anderem bei der antifaschistischen Arbeiter-Illustrierte-Zeitung, die in der Herausgeberschaft von F.C. Weiskopf und Hermann Leupold im Prager Exil unter dem Namen Volks-Illustrierte erschien.
Als im März 1939 Prag durch deutsche Truppen besetzt wurde, war sie gerade bei Freunden in Bukarest und ging von dort ins Exil nach Paris. Sie wurde von den Franzosen verhaftet. Sechs Monate in Einzelhaft im Pariser Frauengefängnis La Petite Roquette folgten. Danach wurde sie im Frauenlager Camp de Rieucros (Südfrankreich, Vichy-Zone) interniert, konnte schließlich über Casablanca nach Mexiko entkommen. Auf dem gleichen Schiff wie sie befand sich der deutsche Schriftsteller Gustav Regler, der ebenfalls auf der Reise nach Mexiko war. Sie blieben in den folgenden Jahren miteinander in Verbindung. In Mexiko lernte Reinerová das Malerehepaar Frida Kahlo und Diego Rivera kennen. Im Jahr 1945 kehrte sie mit ihrem Mann, dem Schriftsteller und Arzt Theodor Balk, nach Europa zurück, zunächst nach Belgrad, wo 1946 ihre Tochter Anuschka geboren wurde, und erst 1948 nach Prag. Sie wurde während der stalinistischen Säuberungen rund um den Slánský-Prozess für 15 Monate inhaftiert und erst 1964 rehabilitiert. Sie war Chefredakteurin der Zeitschrift Im Herzen Europas. Nach der Niederschlagung des Prager Frühlings 1968 wurde sie jedoch aus der KPČ ausgeschlossen und zudem für mehrere Jahre mit Publikationsverbot belegt. Sie verlor ihre Verlagsarbeit und war bis 1989 vor allem als Simultandolmetscherin tätig. Seit 1989 erschienen zahlreiche Erinnerungsbücher und Erzählungen.
Reinerová war Mitglied der Sächsischen Akademie der Künste. Sie lebte in Prag und sprach bis zuletzt das typische Prager Deutsch, was den Verleger Klaus Wagenbach dazu veranlasste zu sagen: „Wenn Sie wissen wollen, wie Kafka gesprochen hat, hören Sie Reinerová zu.“ Anlässlich der Verleihung des Schillerrings 1999 meinte sie dazu selbst:
„Den Schillerring habe ich bekommen, als Erste sogar. Ich bin mir doch dessen bewusst, ich schreibe doch ein Prager Deutsch, ich schreibe ja kein Deutsches Deutsch. Das freut mich natürlich, dass dieses Prager Deutsch anerkannt wird. Das ist schön.“
2004 gründete sie zusammen mit František Černý und Kurt Krolop das Prager Literaturhaus deutschsprachiger Autoren. Im Jahr 2001 wurde ihr die Verdienstmedaille I. Ranges durch den Präsidenten Václav Havel verliehen, 2006 erhielt Lenka Reinerová das Große Verdienstkreuz der Bundesrepublik Deutschland.
Anlässlich des Jahrestags der Befreiung des Konzentrationslagers Auschwitz am 25. Januar 2008 im Deutschen Bundestag im Rahmen der Gedenkstunde zum Tag des Gedenkens an die Opfer des Nationalsozialismus las die Schauspielerin Angela Winkler Texte Lenka Reinerovás vor. Die Rede und die Ausschnitte aus der Erzählung Der Ausflug zum Schwanensee konnte die Schriftstellerin aus gesundheitlichen Gründen nicht mehr persönlich im Plenum vortragen. Reinerová erinnert an die Rolle der Tschechoslowakei der dreißiger Jahre als „ein ersehntes und sogar erreichbares Asylland“ für alle Nazigegner, an den Holocaust und die Auslöschung ihrer gesamten Familie, an ihr Überleben im Exil. Sie glaube, die Schrecken des Faschismus mit dem unvorstellbaren Massenmord des Holocaust seien zum großen Teil überwunden, jetzt gehe es darum, das neue Unheil, den Terrorismus zu bekämpfen. In der Erzählung gedenkt die Ich-Erzählerin ihrer Schwester und der zweiundneunzigtausend im KZ Ravensbrück ermordeten Frauen.
Auch in der deutsch-tschechischen Koproduktion Böhmische Dörfer – Česká vesnice des Regisseurs Peter Zach erinnert sie sich an die kulturelle Vielfalt und die Zusammenarbeit zwischen tschechischen, deutschen und jüdischen Intellektuellen im Prag der Zwischenkriegszeit. Der Film hatte seine tschechische Premiere beim Dokumentarfilmwettbewerb 2013 in Pilsen, seine Deutschlandpremiere bei den Hofer Filmtagen im Oktober 2013.
Am 17. Mai 2016 veranstaltete das Prager Literaturhaus deutschsprachiger Autoren zum 100. Geburtstag Lenka Reinerovás einen Gedenkabend mit einer Podiumsdiskussion. Zu Gast waren: František Černý, Angela Drescher, Joachim Dvořák, Viera Glosíková und die Tochter von Lenka Reinerová – Anna Fodorova.

## Ehrungen
- 1999 Schiller-Ring der Deutschen Schillerstiftung
- 2001 Tschechische Verdienstmedaille I. Ranges
- 2002 Ehrenbürgerschaft ihrer Heimatstadt Prag
- 2003 Goethe-Medaille
- 2006 Großes Bundesverdienstkreuz

## Werke
- Grenze geschlossen. Verlag Neues Leben, Berlin 1958
- Ein für allemal. VEB Verlag Neues Leben, Berlin 1962
- Der Ausflug zum Schwanensee. Aufbau-Verlag, Berlin/Weimar 1983[5]
- Es begann in der Melantrichgasse. Erinnerungen an Weiskopf, Kisch, Uhse und die Seghers. Aufbau Verlag, Berlin/Weimar 1985; Neuausgabe 2006, ISBN 978-3-7466-2204-0
- Die Premiere. Erinnerungen an einen denkwürdigen Theaterabend und andere Begebenheiten. Aufbau-Verlag, Berlin/Weimar 1989, ISBN 3-351-01180-6
- Das Traumcafé einer Pragerin. Erzählungen. Aufbau Taschenbuch Verlag, Berlin 1996, ISBN 3-7466-1168-7
- Mandelduft. Erzählungen. Aufbau Verlag, Berlin 1998, ISBN 3-351-02838-5
  - auch als CD, gelesen zusammen mit Danuta Görnandt. Der Audio Verlag, Berlin 2005, ISBN 3-89813-518-7 (Aufnahme des RBB)
- Zu Hause in Prag – manchmal auch anderswo. Erzählungen. Aufbau-Verlag, Berlin 2000, ISBN 3-351-02387-1
- Alle Farben der Sonne und der Nacht. Aufbau Verlag, Berlin 2003, ISBN 3-351-02969-1
- Närrisches Prag. Ein Bekenntnis. Aufbau Verlag, Berlin 2005, ISBN 3-351-03040-1
- Ich hatte die Vision einer gerechteren Ordnung. In: Martin Doerry (Hrsg.): Nirgendwo und überall zu Haus. Gespräche mit Überlebenden des Holocaust. DVA, München 2006, ISBN 3-421-04207-1 (auch als CD) S. 194–203
- Das Geheimnis der nächsten Minuten. Aufbau Verlag, Berlin 2007, ISBN 978-3-351-03204-3